# San Pedro de Guasayán
San Pedro de Guasayán è una città dell'Argentina, appartenente alla provincia di Santiago del Estero, situata a 124 km dal capoluogo provinciale.